# Blekersstraat
De Blekersstraat is een straat in Brugge.

## Beschrijving
De Blekersstraat, oorspronkelijk de Lange Blekersstraat, en de bijhorende Korte Blekersstraat halen hun betekenis uit de aard van de grond waarop de straat is ontstaan. 'Bleker' is een na verloop van tijd ingetreden corrupte spelling van het woord Blekker.
De eerste vermeldingen zijn:
- 1496: Langhe Bleckerstraetkin en 't Corte Bleckerstraetkin, tusschen Stroobrugghe en Caermersbrugghe.
- 1530: Bleckerstraete an de Strobrugghe.

De Blekersstraat was dus oorspronkelijk de Blekkerstraat, zo genoemd vanwege de opvallende zandige grond die blonk of 'blekte'. Het straatje mondde uit in de Stuifzandstrate, die eveneens wees op een zandige duinrug. De straatnaam heeft alvast niets te maken met een mogelijke blekerij die er zou hebben bestaan.
De huidige Blekersstraat loopt van de Sint-Annarei naar de Jeruzalemstraat. De Korte Blekersstraat loopt van de Blekersstraat naar de Carmersstraat. De straten, eigenlijk straatjes, danken hun bekendheid aan de aanwezigheid van café Vlissinghe, gereputeerd als oudste nog bestaande herberg in Brugge.

## Literatuur

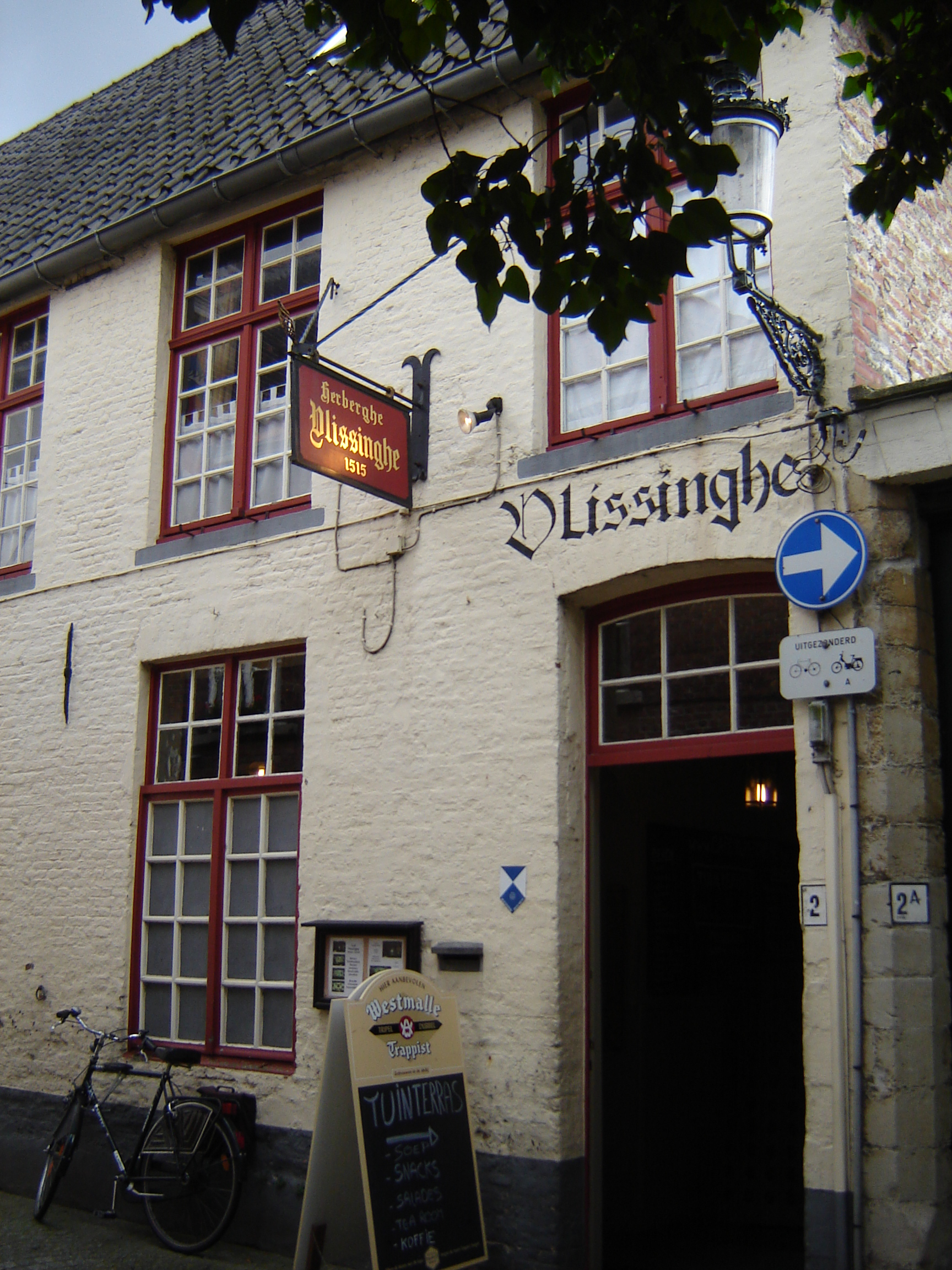
Herberg Vlissinghe in de Blekersstraat
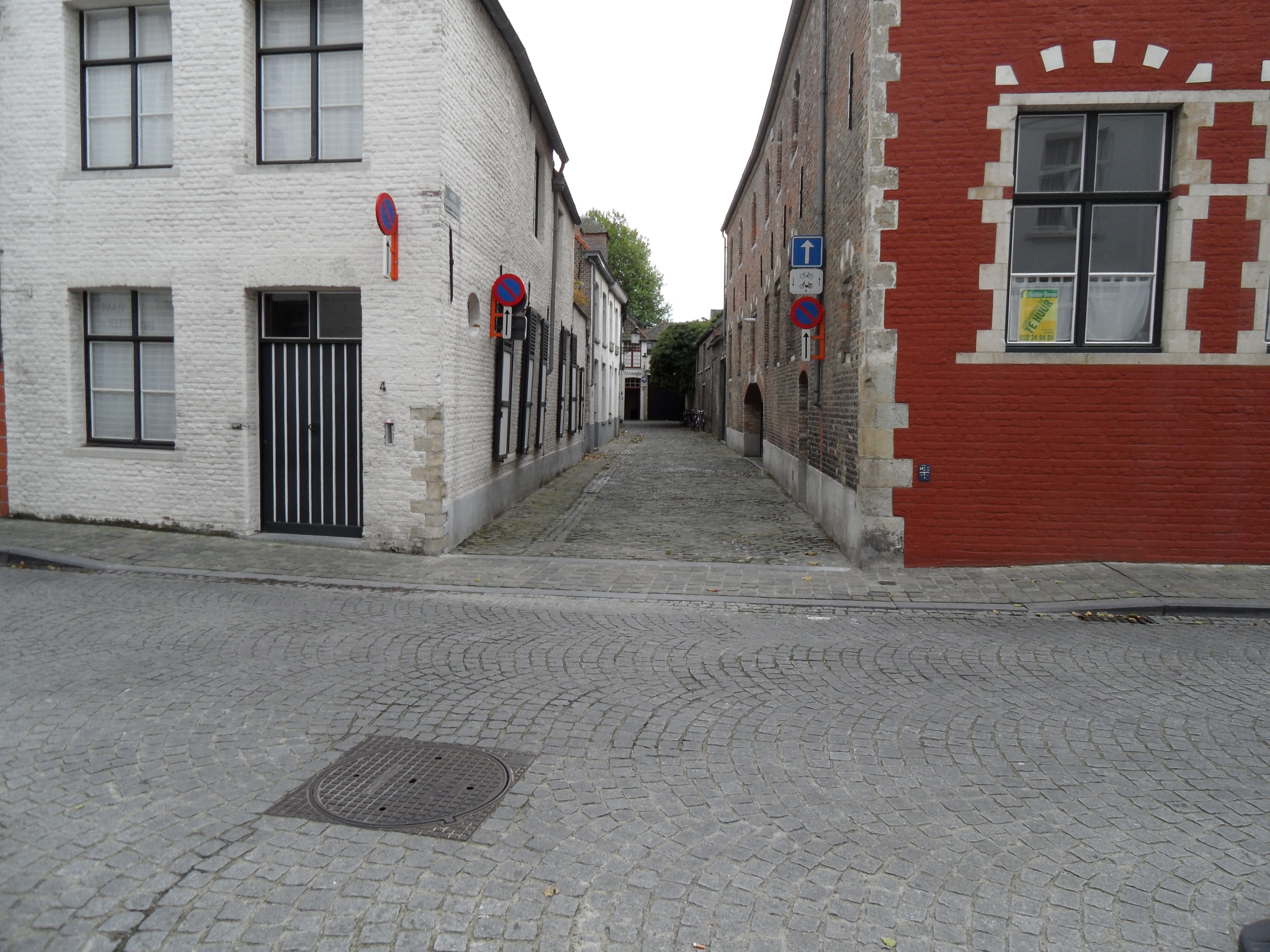
De Korte Blekersstraat vanuit de Carmersstraat